# Andrija Hebrang (padre)
Andrija Hebrang (Gradina (Croazia), 21 settembre 1899 – Belgrado, 11 giugno 1949) è stato un politico jugoslavo nato a Baćevac, frazione di Gradina (Croazia), membro della Lega dei Comunisti di Jugoslavia.

## Gli inizi da dissidente
Divenne membro della Lega dei Comunisti di Jugoslavia (KPJ, allora partito clandestino) sin dalla sua fondazione nel 1919. Durante il servizio militare a Niš nel 1921 venne condannato a sei mesi di prigione per essersi sottratto agli ordini dell'autorità militare precostituita. Nel 1923 fece ritorno a Zagabria dove ben presto venne messo sotto sorveglianza dalla polizia per via della sua partecipazione a dimostrazioni e alle attività dei movimenti sindacali. In quegli anni zagabresi conobbe Josip Broz Tito. Nel 1928 venne mandato a Berlino per una consultazione dei comunisti jugoslavi, ma durante il viaggio venne arrestato e quindi condannato a tre mesi di prigione, ma dopo il ricorso venne rilasciato. Non molto tempo dopo venne arrestato nuovamente per attività illegali. Proprio durante questo periodo di reclusione Alessandro I instaurò la cosiddetta dittatura del 6 gennaio: Hebrang e gli altri collaboratori del partito comunista vennero consegnati al tribunale di Belgrado; al processo Hebrang si dichiarò come comunista per convinzione, ma non come membro del partito. Venne condannato a 12 anni di reclusione per attività comuniste e recluso prima nella prigione di Lepoglava e quindi a Sremska Mitrovica. In prigione gli altri detenuti comunisti lo dichiararono un trotzkista.

## Periodo partigiano
Agli inizi del 1941 uscì di prigione e tornò a Zagabria dove a settembre divenne membro dell'amministrazione operativa del PKJ per la Croazia. Nel frattempo era sorta la NDH e nell'aprile la Luftwaffe aveva bombardato Belgrado. Alla fine del 1942 Hebrang venne arrestato dalla polizia della NDH. Durante l'arresto oppose resistenza e venne ferito alla testa (secondo alcuni tentò il suicidio). Venne recluso nella prigione di Trg Kulina Bana (Zagabria), per poi essere spostato nel campo di concentramento di Stara Gradiška. Ma poco dopo l'arrivo a Stara Gradiška venne scambiato assieme ad altri 29 partigiani in cambio di due capi ustaša che i partigiani avevano catturato. Tornato in libertà, prese il posto del Segretario politico del partito comunista croato. Nel novembre 1942 partecipò alla prima seduta dell'AVNOJ a Bihać. Fu uno dei fondatori del Consiglio antifascista territoriale di liberazione popolare croato (Zemaljsko antifašisticko vijeće narodnog oslobodenja Hrvatske, ZAVNOH). Nei suoi interventi sottolineò la legittimità dello ZAVNOH, espressione della sovranità popolare croata, in quanto organo delegato a tutte le decisioni che riguardavano la Croazia.

## Dopoguerra
Nel governo Tito-Šubašić venne eletto a Ministro dell'Industria, ma dopo un anno appena venne destituito ed espulso dal CK KPJ, a causa della sua incongruenza con le concezioni dominanti sullo sviluppo statale e federale della FRNJ. Tito infatti era entrato in collisione con Stalin; Hebrang assieme a Sreten Žujović venne sospettato di tenere contatti segreti con l'ambasciata sovietica e di sostenere posizioni staliniste. Nell'aprile 1948 venne messo agli arresti domiciliari nella sua casa di Belgrado, mentre il 7 maggio venne arrestato e condotto assieme a Žujović a Sremska Kamenica per un interrogatorio davanti alla Commissione del partito. Hebrang fu accusato di collaborazionismo con gli ustaša e la Gestapo ai tempi della sua prigionia nella NDH, di essere una spia russa per via del suo sostegno alla risoluzione del Cominform e per la rivelazione di segreti di stato ai sovietici, di aver sabotato la politica economica della FRNJ. Al suo arresto, l'ambasciatore sovietico protestò e richiese che i suoi rappresentanti assistessero all'interrogatorio. Ma la sua richiesta venne rigettata. Hebrang riconobbe la propria colpevolezza e non ritrasse le sue posizioni a favore del Cominform.
La versione ufficiale dei fatti a lungo ha sostenuto che Hebrang si fosse suicidato nella prigione di Glavnjača l'11 giugno 1949, impiccandosi a un termosifone. Un'indagine ufficiale non venne mai portata a termine, il capo d'accusa a suo carico non venne mai ritirato, né venne mai emessa una sentenza. Il caso Hebrang rimase un buco oscuro nella storia jugoslava. Nel 1952 Žujović venne liberato e si allineò alle posizioni di Tito.

## Divergenze politiche
A livello teorico la concezione di Hebrang veniva a scontrarsi con quella di Tito e di Đilas. Hebrang continuava a propugnare un partito comunista che avesse i suoi fondamenti nel territorio e nella specificità della popolazione locale. La posizione titoista tendeva invece a una struttura più verticistica in cui ogni Stato avrebbe avuto il suo comitato centrale del partito. L'assemblea di tutti i comitati centrali avrebbe costituito la Lega dei Comunisti di Jugoslavia (CK SKJ) per la quale sarebbe passata una quantità di decisioni di interesse federal-nazionale e che sarebbe stata il principale collante della federazione. Đilas avversò fortemente la posizione.

## La famiglia, Hebrang junior
La sua famiglia (moglie e tre figli) venne esposta alle più dure forme di repressione e discriminazione dal regime comunista al punto da non poter più portare il cognome Hebrang. Uno dei suoi figli, Andrija Hebrang junior, studiò medicina e divenne professore universitario presso l'Università di Zagabria. Uscì dall'anonimato solo con l'indipendenza della Croazia, quando divenne uno dei collaboratori più stretti del presidente Franjo Tuđman. Divenne membro del parlamento croato ed esercitò le cariche di Ministro della Salute e Ministro della Difesa.

## La riabilitazione
Il parlamento della Repubblica di Croazia nel 1992 riabilitò la figura politica di Andrija Hebrang dichiarandolo «vittima del regime comunista».